# Three Secrets
Three Secrets (br: Três Segredos) é um filme estadunidense de 1950 dirigido por Robert Wise e estrelado por Eleanor Parker, Ruth Roman e Patricia Neal. Foi lançado pela Warner Bros.

## Sinopse
Um menino de cinco anos é o único sobrevivente de um acidente de avião devastador nas montanhas da Califórnia. Quando os jornais mostram que o garoto foi adotado e que o acidente ocorreu em seu aniversário, três mulheres começam a ponderar se é o filho de cada uma delas deu para adoção. Como as três aguardam notícias de seu resgate em uma cabana na montanha, elas recordam os incidentes de cinco anos antes e por que foram forçadas a desistir de seu filho.

## Elenco
- Eleanor Parker ...Susan Adele Connors Chase
- Patricia Neal ...Phyllis Horn
- Ruth Roman ...Ann Lawrence
- Frank Lovejoy ...Bob Duffy
- Leif Erickson ...Bill Chase